# Welver
Welver is een plaats en gemeente in de Duitse deelstaat Noordrijn-Westfalen, gelegen in de Kreis Soest. De gemeente Welver telt 11.829 inwoners (31 december 2020) op een oppervlakte van 85,60 km².

## Indeling van de gemeente

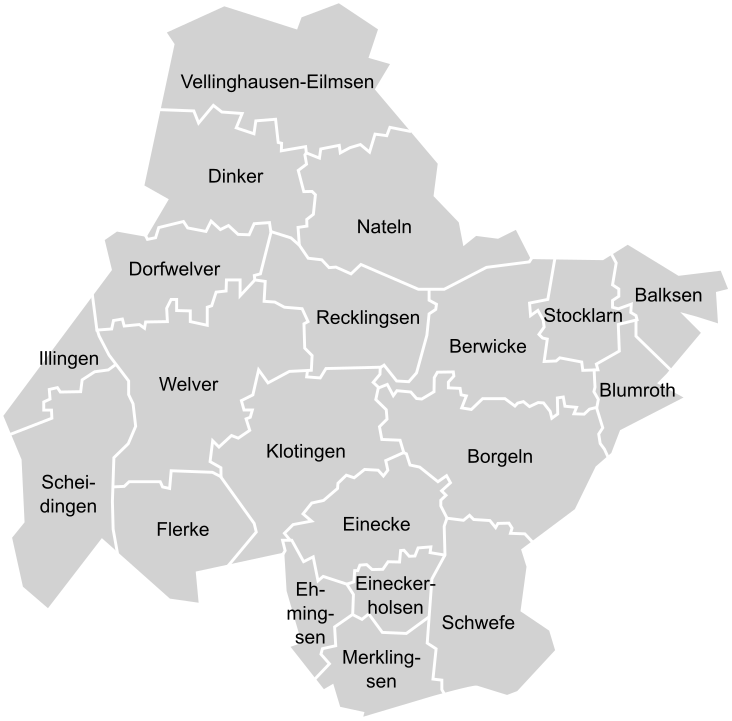
Ortsteile van de gemeente Welver

Welver omvat 21 kernen:
| - Balksen - Berwicke - Blumroth - Borgeln - Dinker - Dorfwelver - Ehningsen | - Eilmsen - Einecke - Eineckerholsen - Flerke - Illingen - Klotingen - Welver-dorp | - Merklingsen - Nateln - Recklingsen - Scheidingen - Schwefe - Stocklarn - Vellinghausen |

### Bevolkingscijfers[4]
Peildatum: 18 februari 2022. Toegevoegd is de toewijzing van ieder dorp aan één van de 12 gemeentedistricten (Bezirke) conform art. 3 van de per 1 maart 2021 in werking getreden hoofdgemeenteverordening.
| - Welver (dorp) 5.083 ; district nr. 12 - Balksen 33; district nr. 1 - Berwicke 226; district nr. 1 - Blumroth 55; district nr. 1 - Borgeln 934; district nr. 2 - Dinker 784; district nr. 3 - Dorfwelver 199; district nr. 3 | - Ehningsen 64; district nr. 4 - Einecke 146; district nr. 4 - Eineckerholsen 72; district nr. 4 - Flerke 447; district nr. 6 - Illingen 315; district nr. 7 - Klotingen 298; district nr. 8 | - Merklingsen 76; district nr. 4 - Nateln 188; district nr. 9 - Recklingsen 234; district nr. 10 - Scheidingen 1.350; district nr. 11 - Schwefe 668; district nr. 4 - Stocklarn 178; district nr. 1 - Vellinghausen-Eilmsen 827; district nr. 5 |

TOTAAL: 12.177.
Van de christenen in de gemeente is de meerderheid evangelisch-luthers.

## Economie, ligging, infrastructuur
Welver is een typische plattelandsgemeente met van oudsher agrarisch georiënteerde dorpen. De gemeente leeft tegenwoordig vooral van lokaal midden- en kleinbedrijf, terwijl in Welver het aantal woonforensen met een werkkring in het nabije Ruhrgebied tamelijk hoog is.
Ten noorden van Welver stroomt de Ahse, een zijriviertje van de Lippe. Dit riviertje is alleen van belang voor de waterhuishouding en omdat langs de oevers zeldzame vogelsoorten voorkomen. Grotere vaartuigen dan kano's en kleine roeibootjes mogen niet varen op de Ahse.

### Buurgemeentes
- In het noorden: Lippetal
- In het (oost-)zuidoosten: Soest
- In het zuiden en zuidwesten: Werl
- In het westen: Hamm.

### Wegverkeer
Afrit 18 van de Autobahn A2, naar Hamm en het bij die stad behorende Rhynern, de kruising met de Bundesstraße 63 (B63), is de dichtstbijzijnde hoofdverkeersader, deze ligt ten westen van de gemeentegrens. Dit geldt ook voor de Bundesautobahn 445 die aan de noordrand van Werl in de B63 overgaat. 
Vanaf beide Autobahnen is het nog lastig, om in Welver te komen, omdat door de gemeente Welver  en naar het hoofddorp Welver alleen bochtige binnenwegen lopen. Het eenvoudigst is het, vanaf de A2 naar de dorpskerk midden in Rhynern te rijden, waar een weggetje naar Scheidingen, gemeente Welver, begint.

### Openbaar vervoer
Het dorp Welver heeft een station aan de spoorlijn Soest - Hamm, ongeveer halverwege deze twee steden.  Ook het oostelijker gelegen Borgeln heeft een klein station aan deze lijn. Tot 1968 bestond de Spoorlijn Welver - Dortmund Süd, maar het baanvak Welver- Unna is daarna gesloten en opgebroken.
Op een (slechts 2 dagen per week, 2 x per dag rijdende) buurtbus na, is er verder in de gemeente Welver geen openbaar vervoer aanwezig.

## Geschiedenis
Welver wordt voor het eerst in 1179 in een document vermeld.
Belangrijk in de geschiedenis van de huidige gemeente was een cisterciënzer nonnenklooster, dat van 1240 tot aan de Pruisische secularisatie van 1803 heeft bestaan. De huidige St. Albanus- en Cyriacuskerk, en vanaf 1695 de huidige St. Bernarduskerk was vroeger de kloosterkerk hiervan. Eerstgenoemde kerk was tot aan de Reformatie rooms-katholiek en werd daarna een simultaankerk, d.w.z. dat in hetzelfde godshuis zowel evangelisch-lutherse diensten als rooms-katholieke missen plaatsvonden. Na de bouw van de St. Bernardus werd de  St. Albanus en Cyriacuskerk definitief luthers. Beide kerkjes staan naast elkaar in het dorp.
In de Zevenjarige Oorlog (1756-1763) vond in juli 1761 de Slag bij Vellinghausen plaats.
De gemeente was in het begin van de 20e eeuw een geliefd reisdoel voor dagtoeristen uit het oosten van het Ruhrgebied.
De 20 dorpen, waaruit de huidige gemeente bestaat, zijn bij een gemeentelijke herindeling in 1969 tot de gemeente Welver samengevoegd.

## Bezienswaardigheden
- Renaissancekasteel Haus Nehlen bij Berwicke (niet van binnen te bezichtigen), in 1631 gebouwd ter vervanging van een ouder kasteel. Het kasteel is gebouwd in een stijl in navolging van die van de in 1586 overleden kasteelarchitect Laurenz von Brackum, die ook het kasteel van het naburige Hovestadt, gemeente Lippetal had ontworpen. De door het Nederlandse maniërisme beïnvloede stijl van Von Brackum, die vooral werkzaam was in de streek rond de Lippe, wordt door Duitse architectuurhistorici Lippe-renaissance genoemd. Haus Nehlen is in 2013 met overheidssubsidie gerestaureerd.
- De twee oude dorpskerkjes van Welver-dorp hebben beide enige kunsthistorisch interessante liturgische voorwerpen in het interieur.
- Bezienswaardig zijn ook de oude kerkjes te Borgeln (romaans, 1050), Schwefe (18e-eeuws, met toren uit 1150) en Dinker (1514; met een sacramentshuisje uit de 13e eeuw) alsmede de uit 1722 daterende Antoniuskapel in Stocklarn.
- Museumboerderij Loh-Hof te Recklingsen
- In Kirchwelver, het rond de twee kerken gelegen deel van Welver, maar ook in Dinker en hier en daar ook elders, staan nog een aantal schilderachtige vakwerkhuizen en -boerderijen.
- Ten noorden van het dorp Welver liggen nog enkele fraaie stukken bos, die zich lenen voor aardige wandelingen.
- Het dorp is trots op de jaarlijkse carnavalsoptocht, die bezoekers tot uit de verre omstreken aantrekt.

## Afbeeldingen

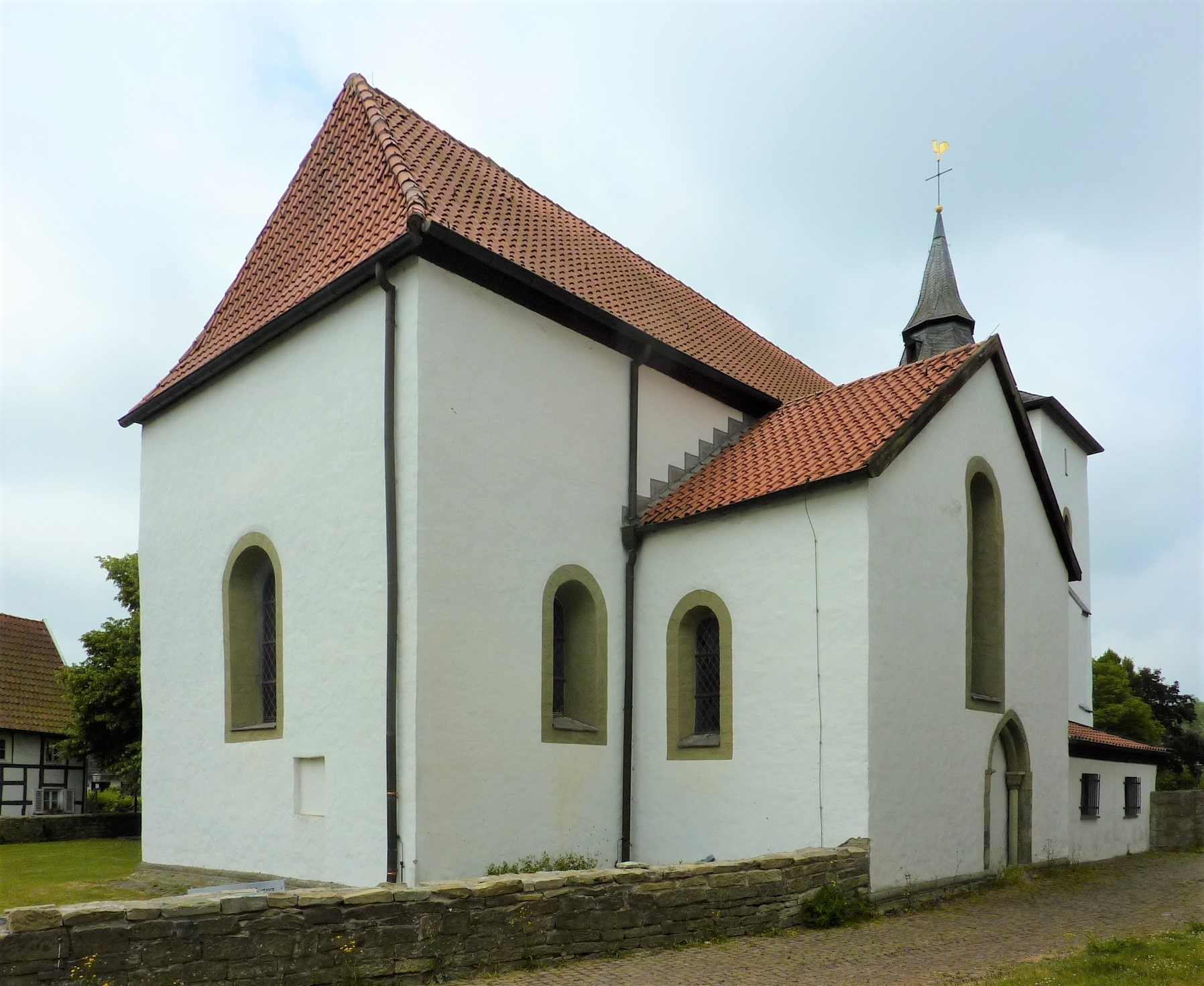
Evang.-lutherse kerk St. Albanus en Cyriacus, Welver (1240)
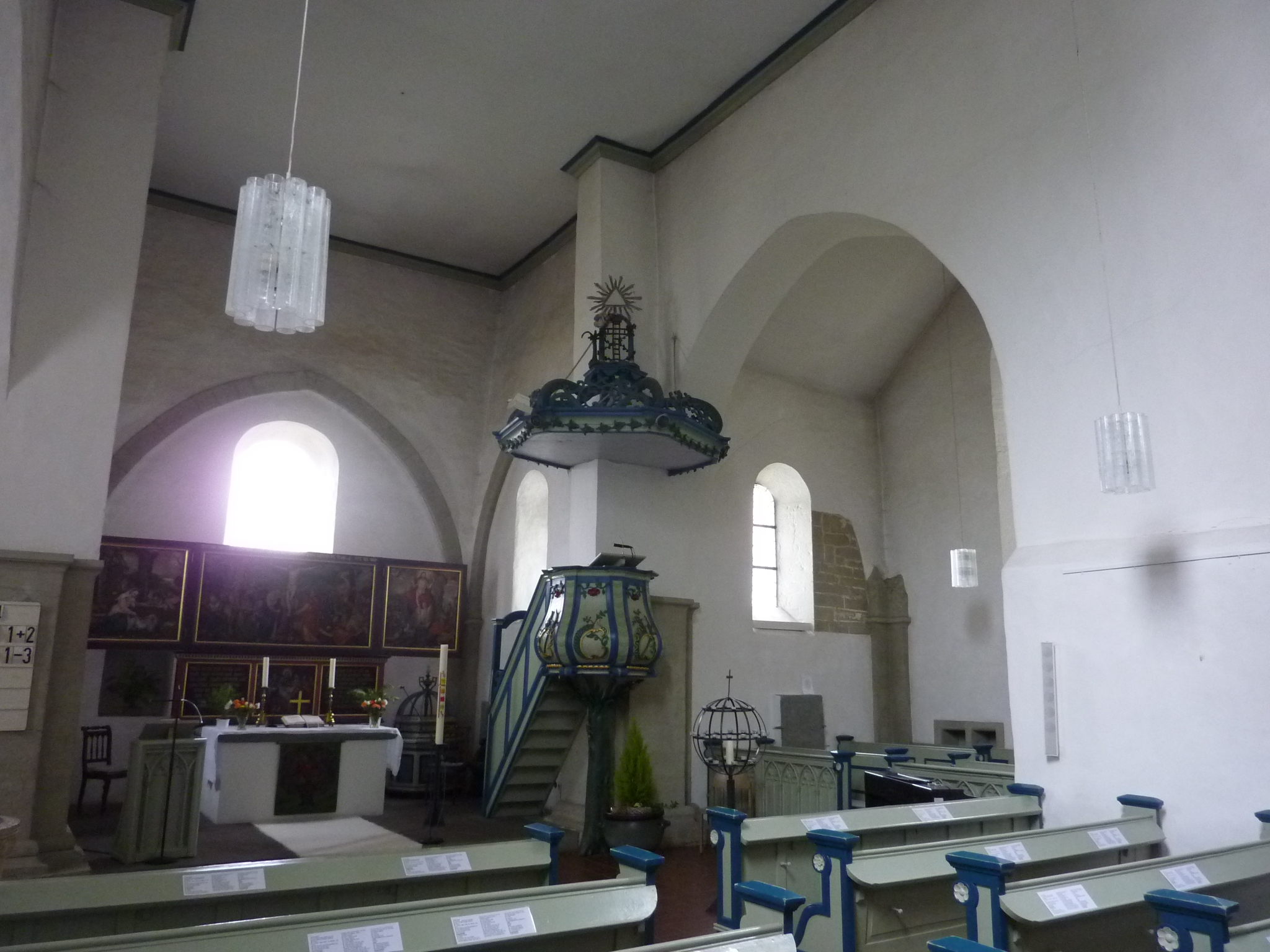
Interieur van deze kerk
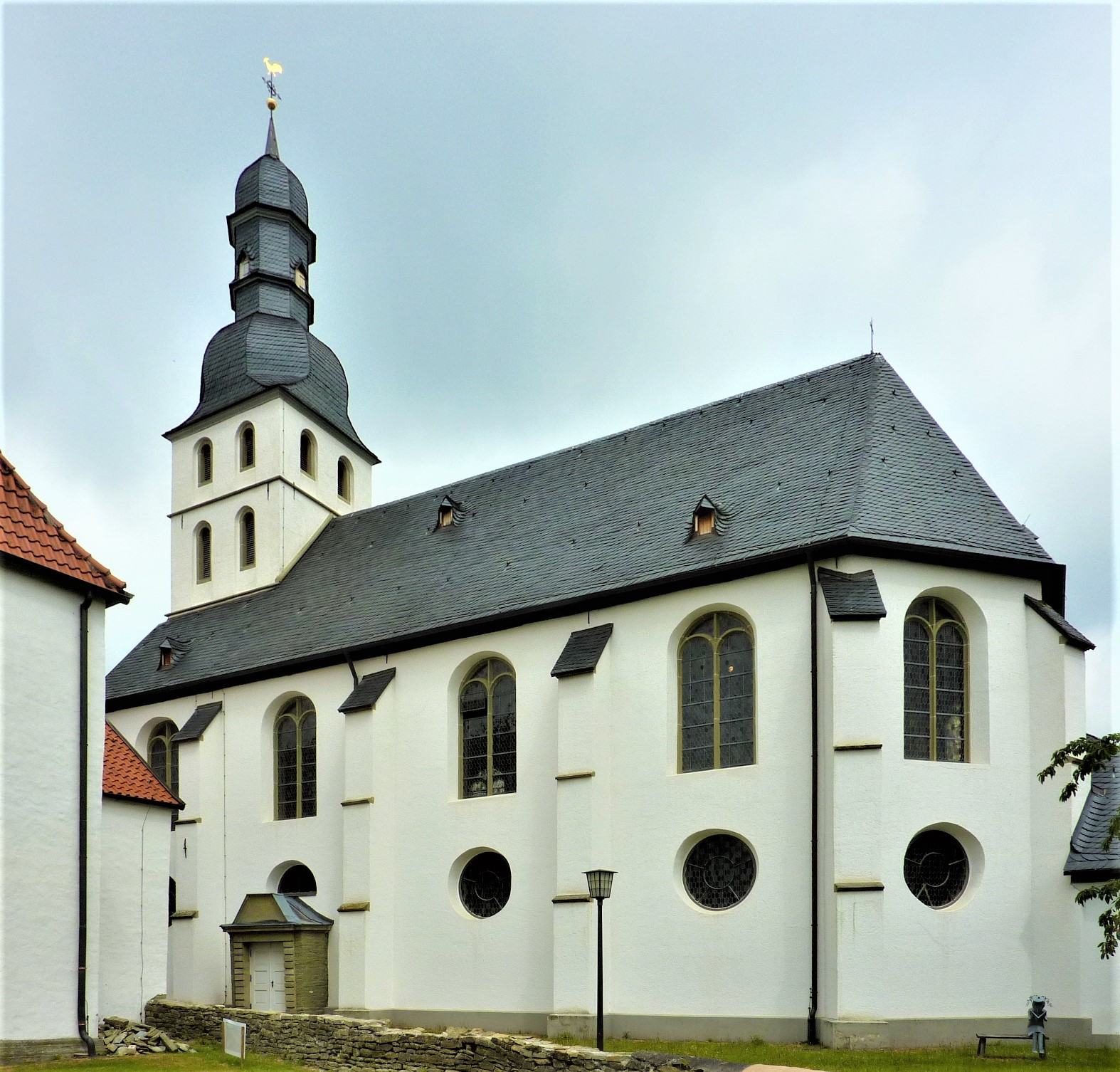
R.K. St. Bernhardkerk, Welver (1695)
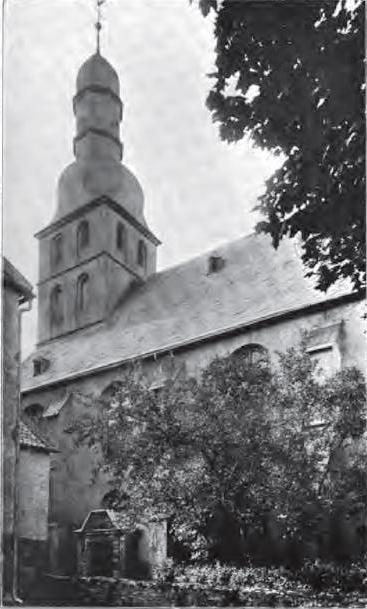
Idem, foto uit 1905
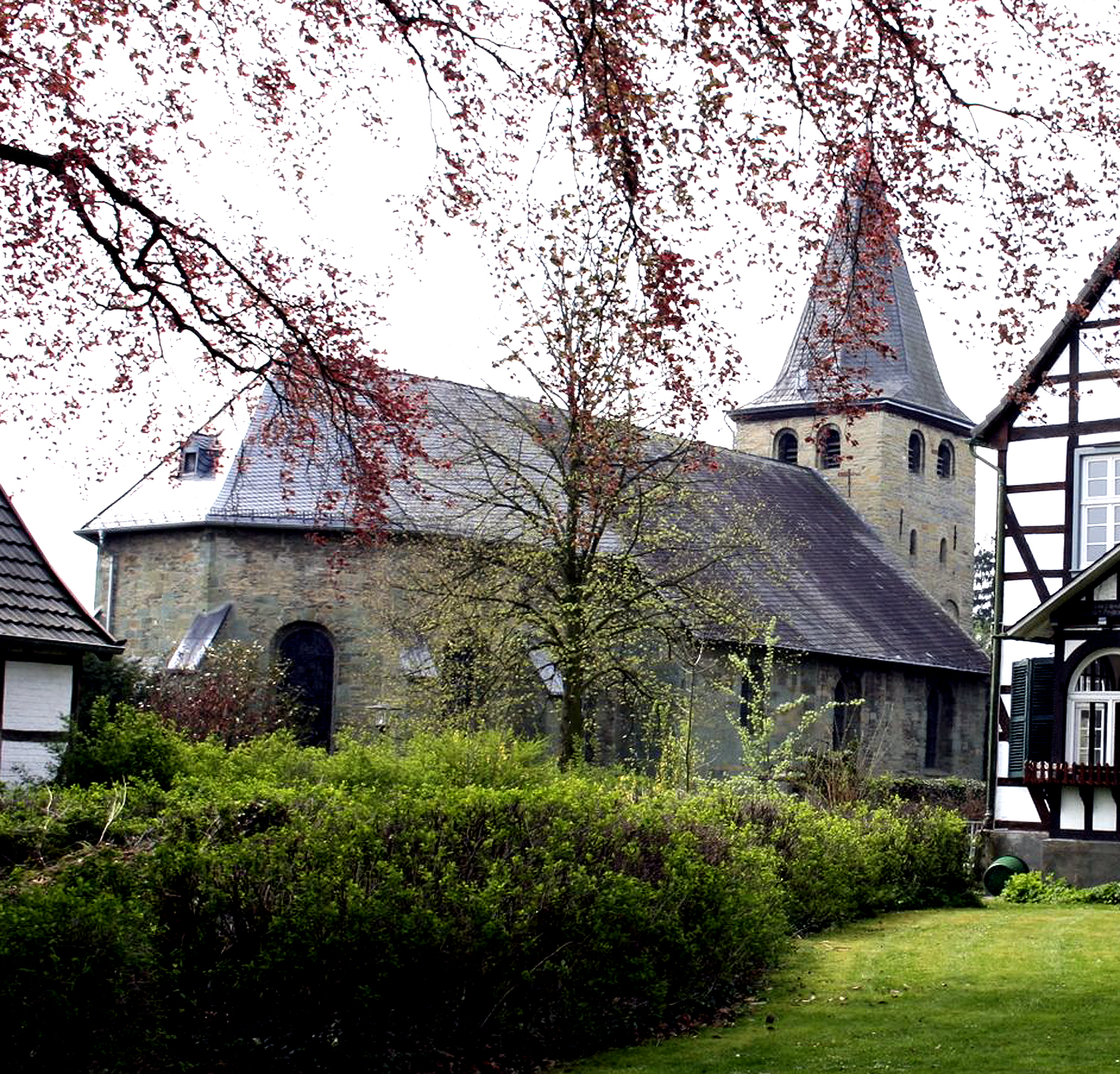
Kerkje van Borgeln
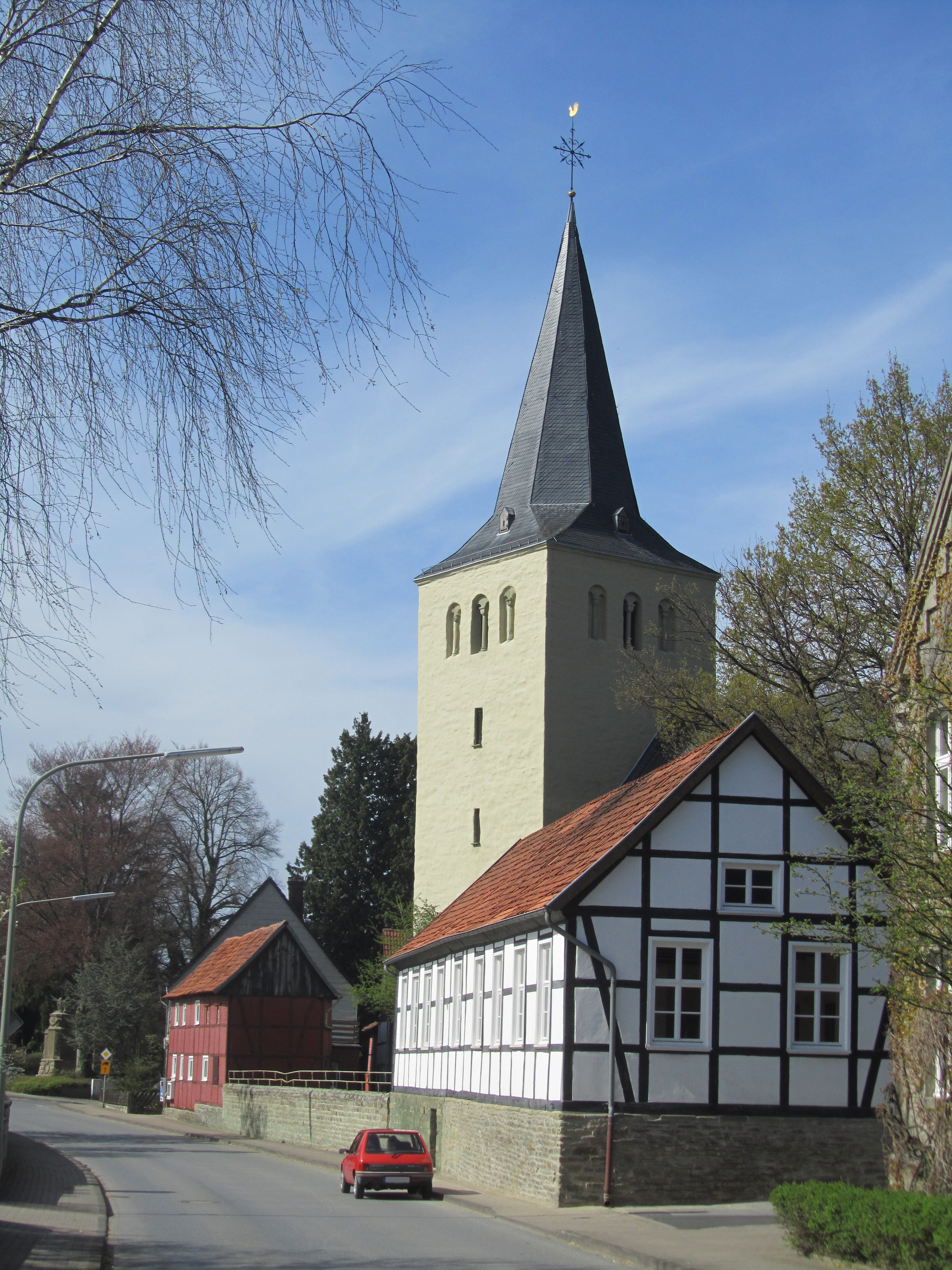
Schwefe, kerktoren St. Severinus
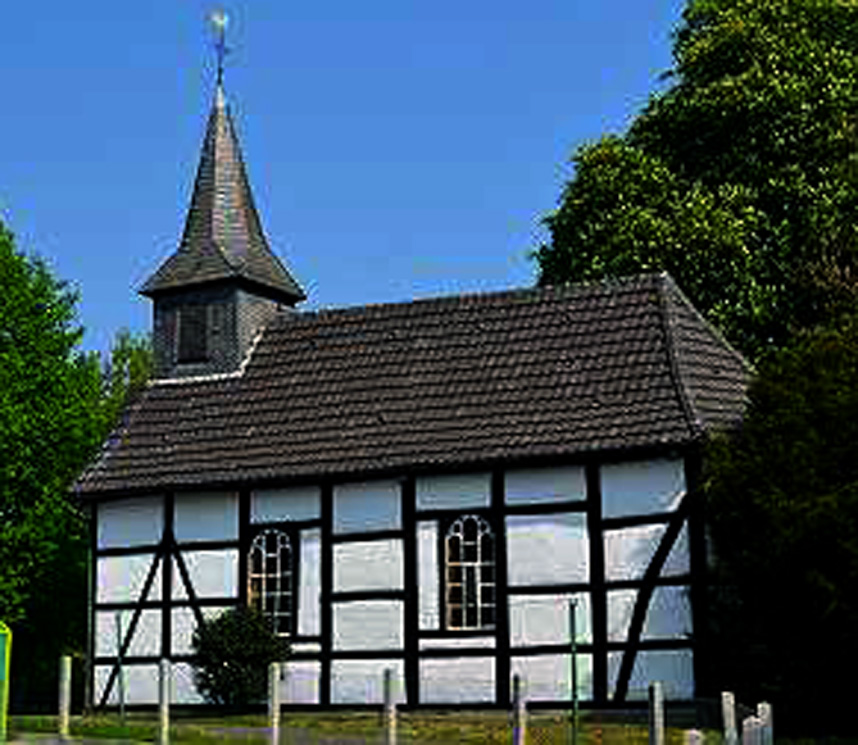
St.-Antoniuskapel, Stocklarn
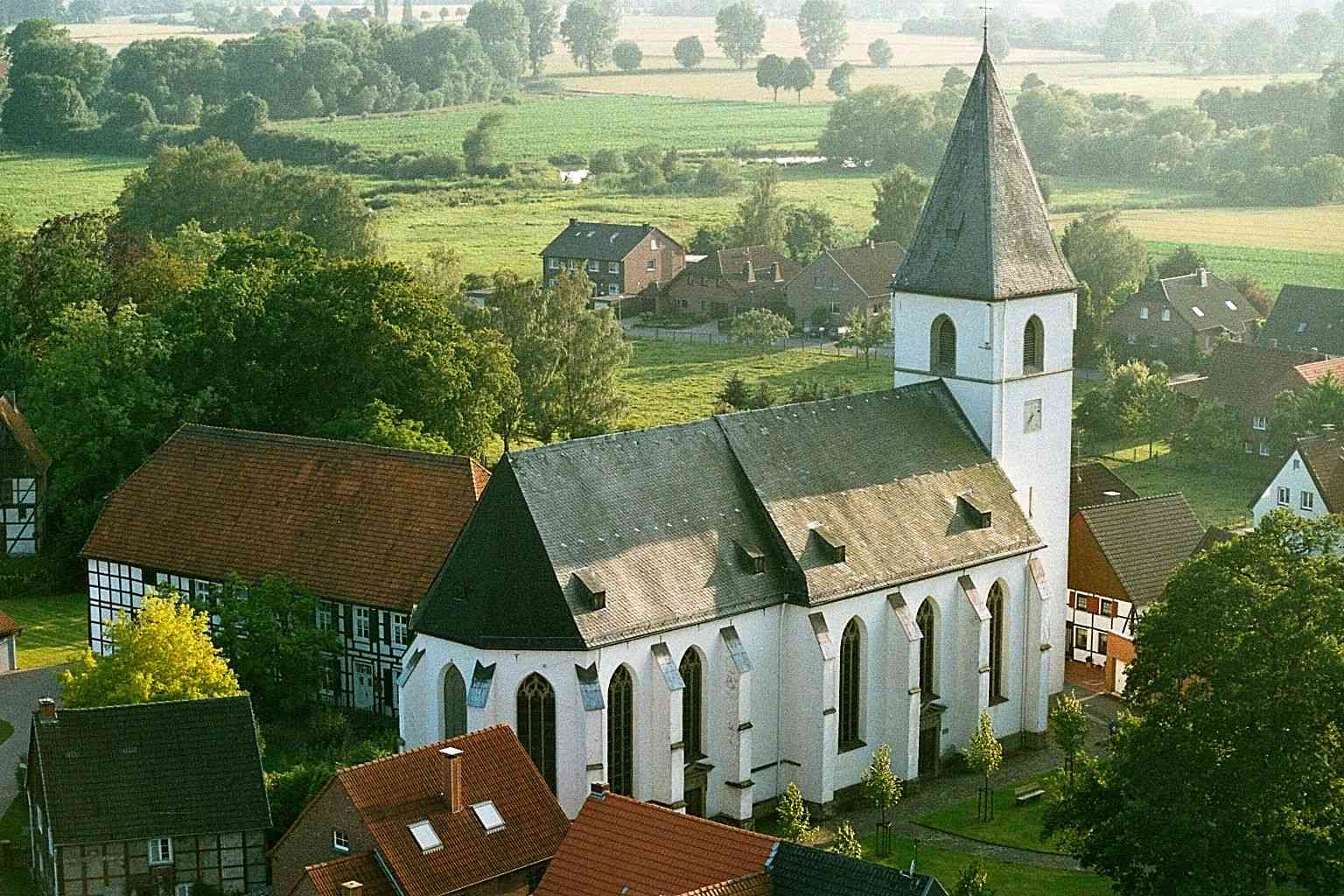
St. Othmarkerk, Dinker
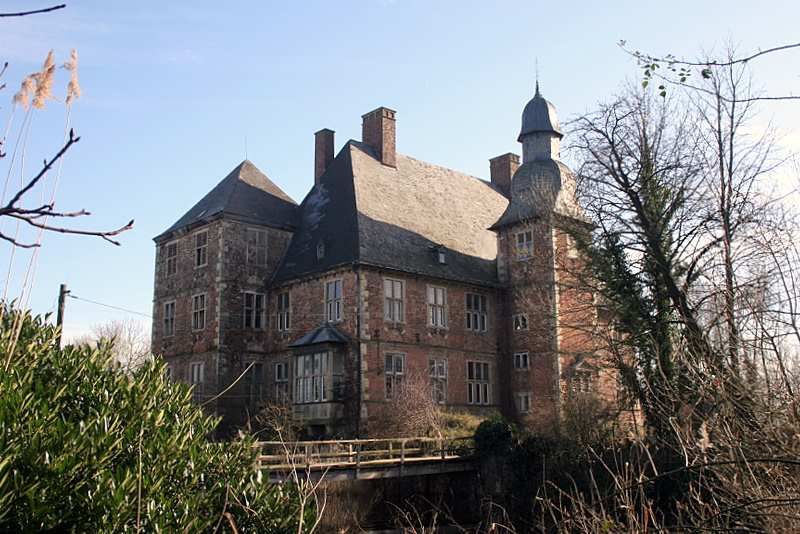
Kasteel Nehlen
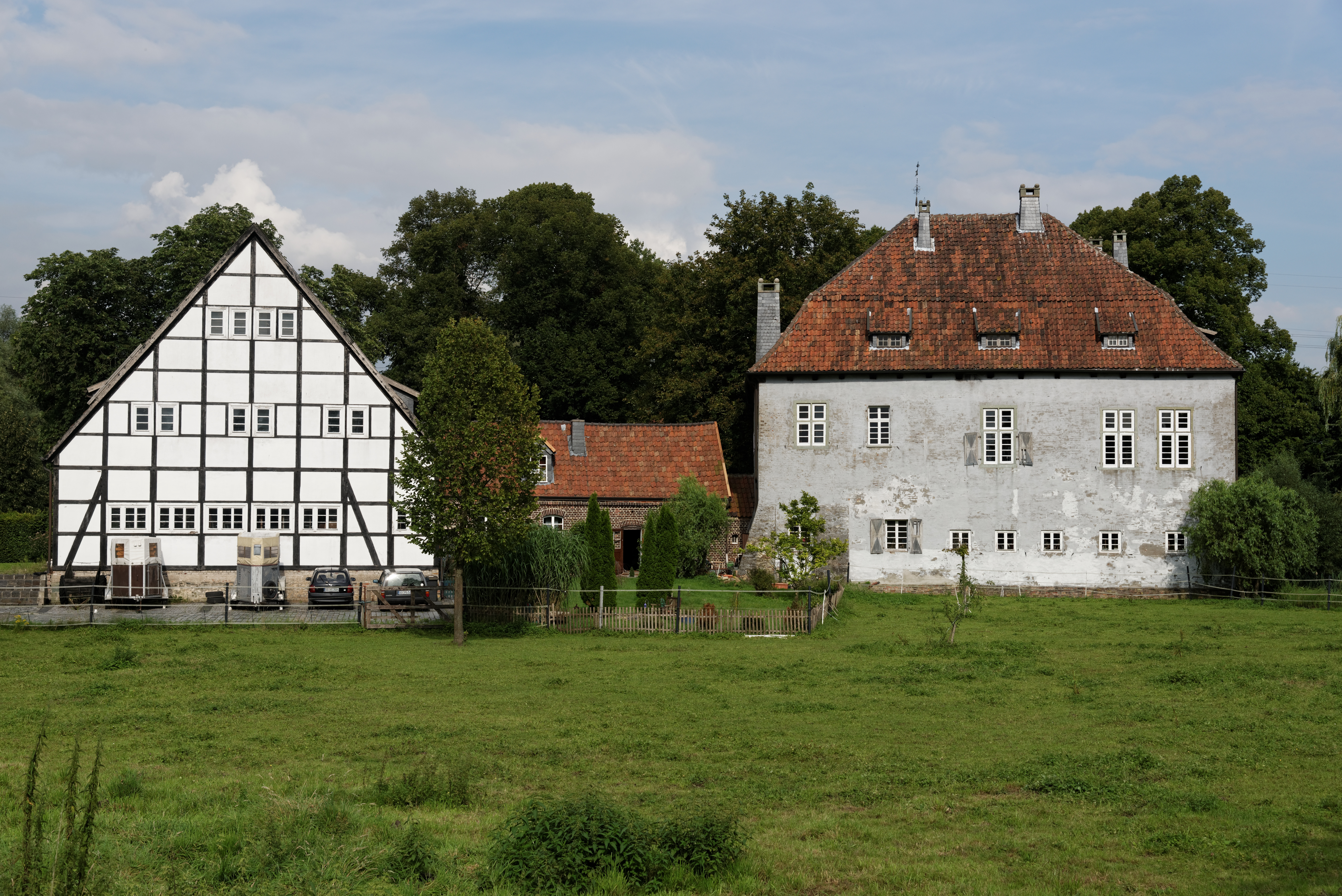
V.m. kasteel Vellinghausen
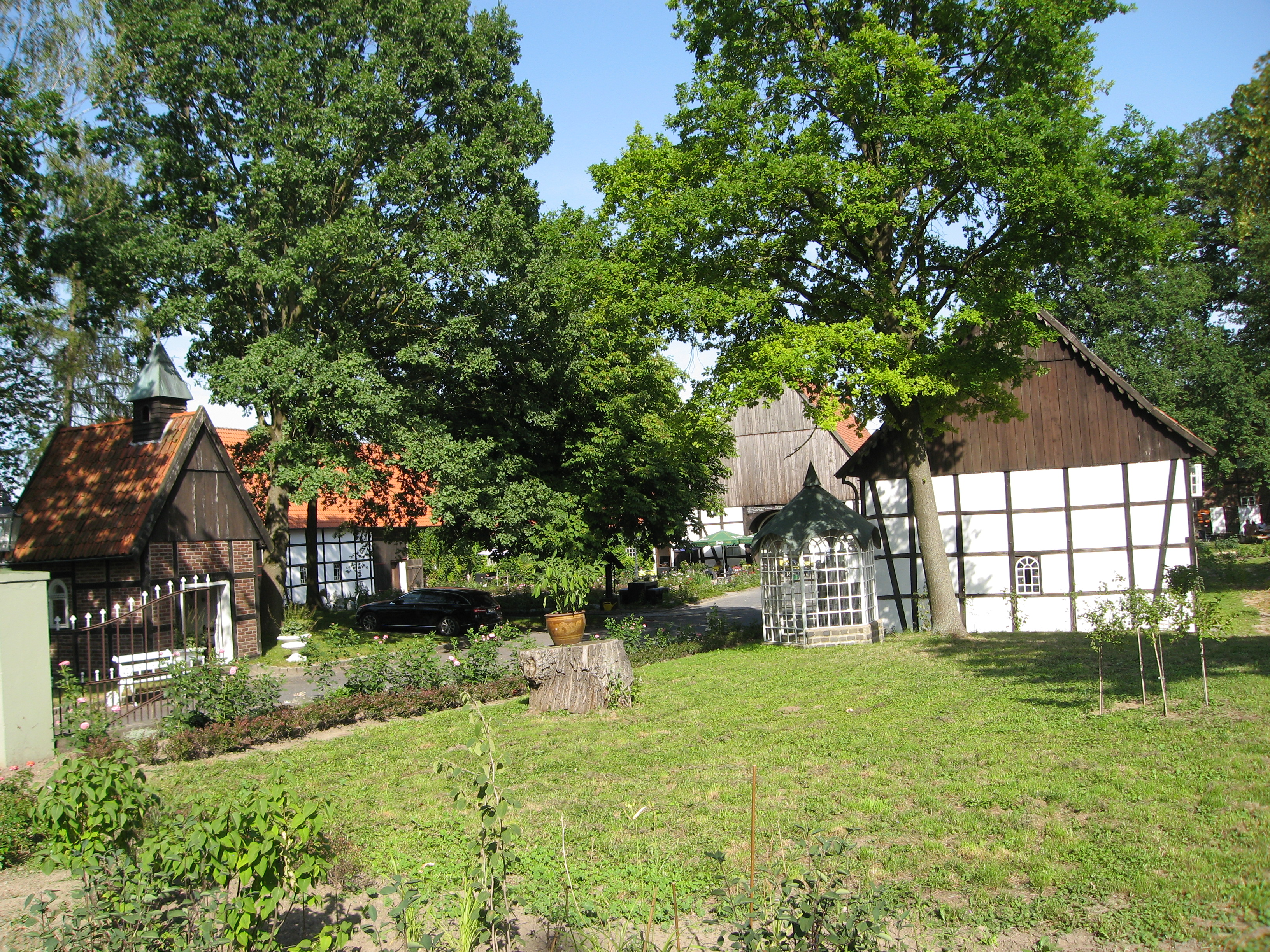
Museumboerderij Loh-Hof te Recklingsen
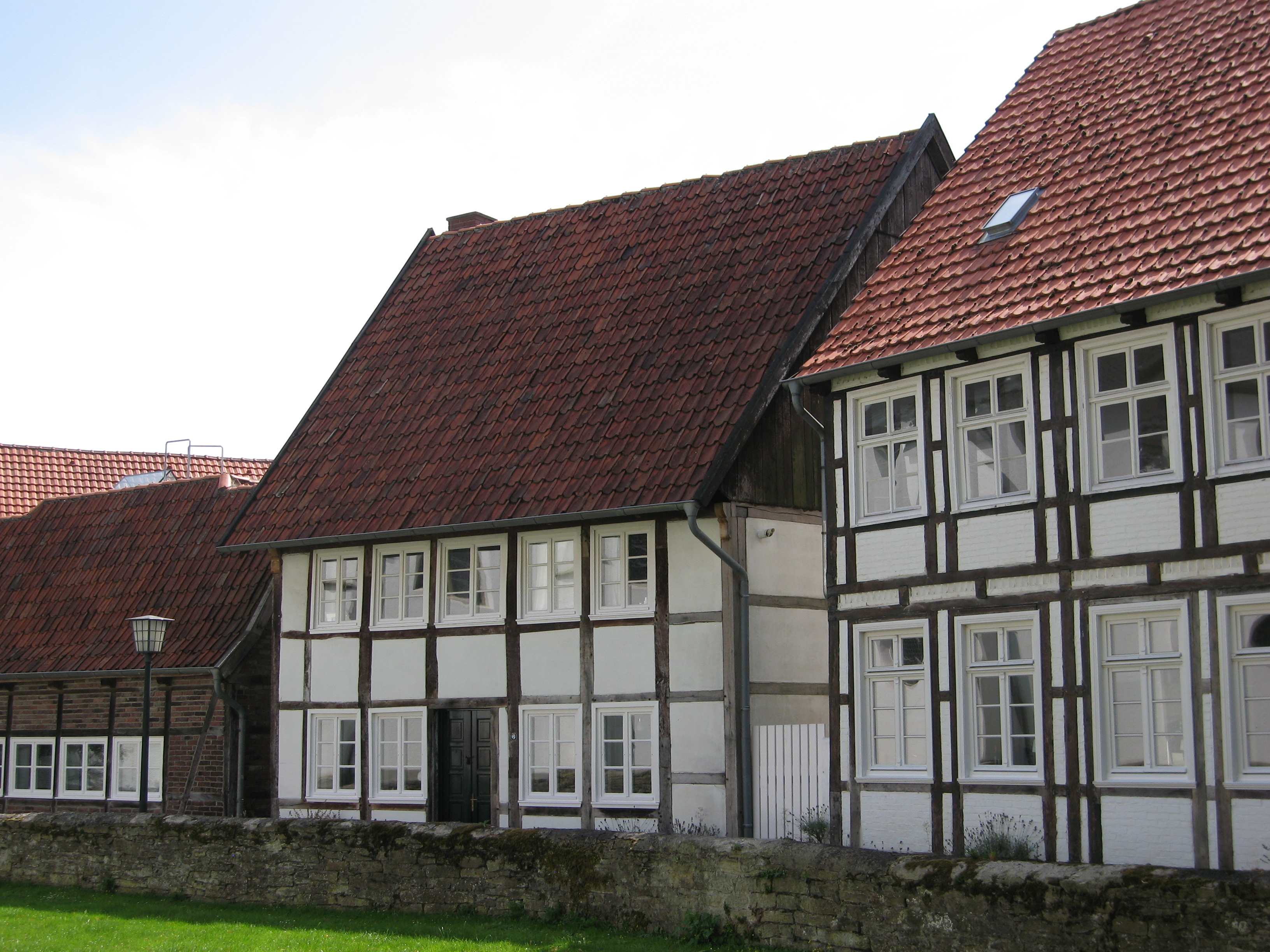
Vakwerkhuisjes Welver

## Partnergemeente
- Ketzin/Havel, Brandenburg.

## Belangrijke personen in relatie tot de gemeente
- Wolter von Plettenberg (geboren omstreeks 1450 op Kasteel Meyerich, in het huidige Welver, overleden in februari 1535 in Cēsis, destijds Wenden geheten), van 1494-1535 landmeester van de Lijflandse Orde; won in augustus 1501 de Slag aan de Seriza en in september 1502 de Slag aan het Smolinameer tegen de Russen; stond in 1522 in Lijfland de Reformatie toe; wordt als één van de belangrijkste heersers van de Duitse Orde in de Baltische staten in zijn tijd beschouwd.
- Bernhard Honkamp (1777-1859), leraar, kruidendokter, armenverzorger, organist; verrichtte 60 jaar lang te Welver veel vrijwilligerswerk; in 1882 is bij de basisschool van Welver een monument te zijner ere opgericht.
- Werner Lorant (geboren te Welver op 21 november 1948), oud-profvoetballer (verdedigende middenvelder) en voetbaltrainer; o.a. van 1978-1982 speler van Eintracht Frankfurt, en aldaar 1 x winnaar van de UEFA-Cup; als trainer succesvol bij TSV 1860 München (1992-2002).
- Egbert Broerken (Hovestadt gem. Lippetal, 1950), beeldhouwer, bekend omdat hij stadsmaquettes (ook van enige Nederlandse steden) van brons maakt, die speciaal ontworpen zijn om aan blinden de mogelijkheid te bieden, een stad als het ware te voelen. Broerken bewoont de helft van en werkt in kasteel Haus Nehlen bij Berwicke.

Anröchte · Bad Sassendorf · Ense · Erwitte · Geseke · Lippetal · Lippstadt · Möhnesee · Rüthen · Soest · Warstein · Welver · Werl · Wickede